# グリニッジ標準時

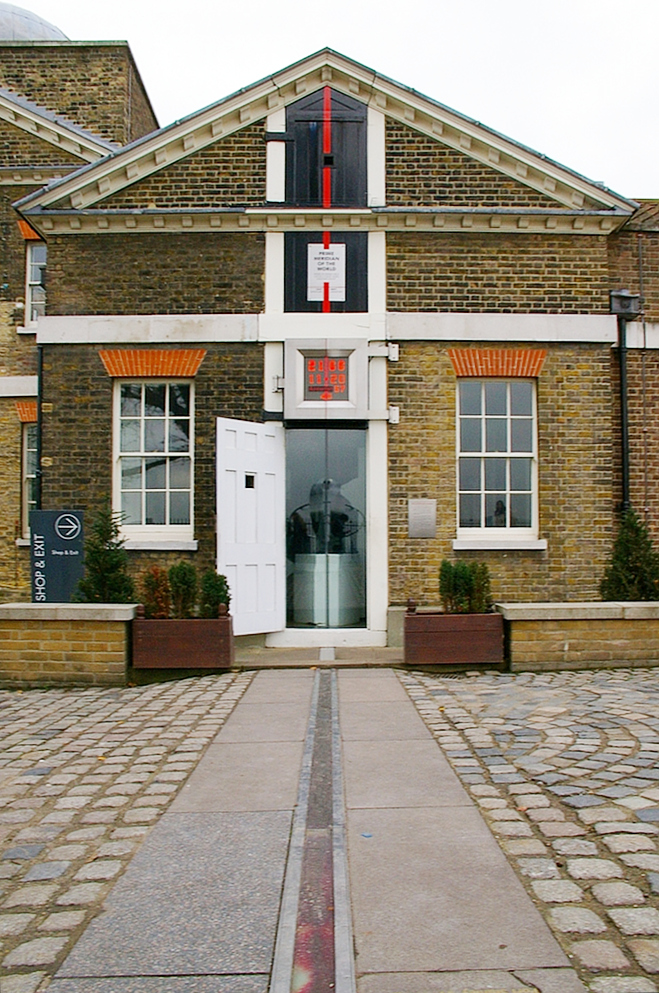
グリニッジ子午線の基準になっている、グリニッジ天文台旧本館の窓。窓の中央の線がグリニッジ子午線である。

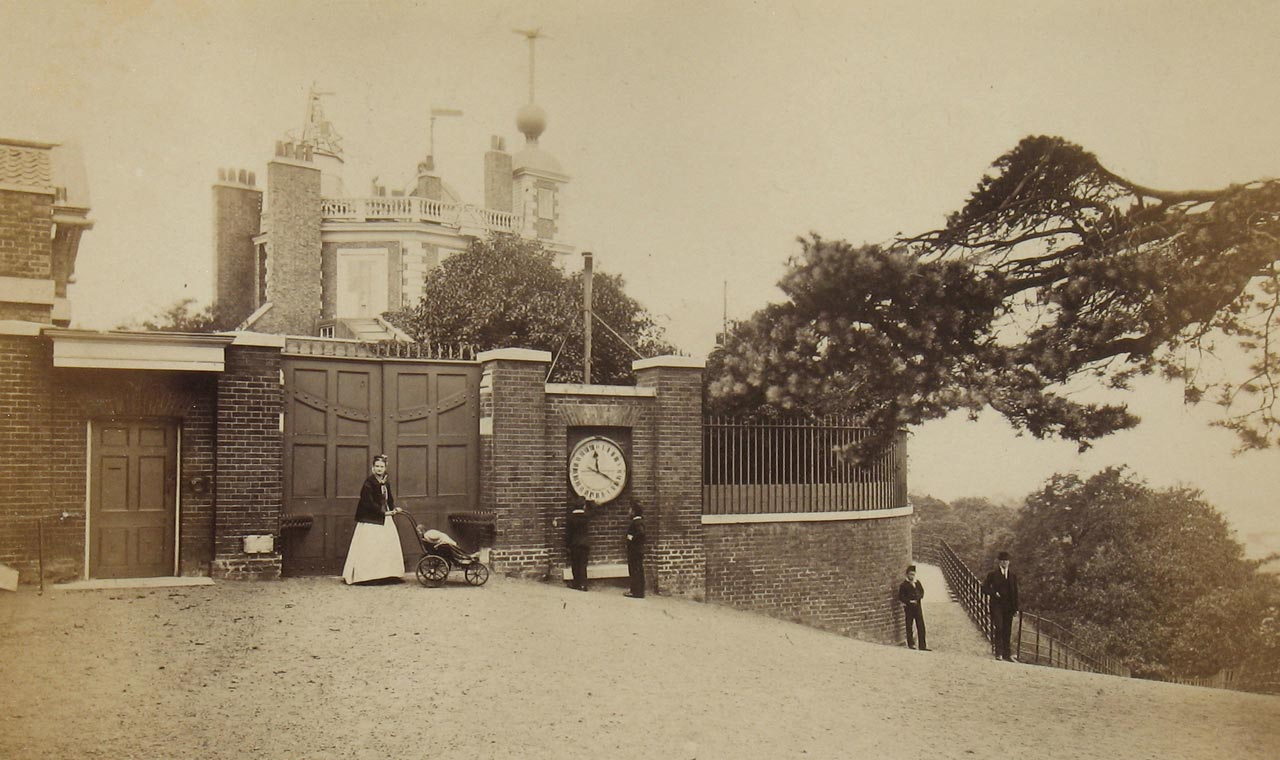
グリニッジ天文台にあるグリニッジ平均時を表す時計

グリニッジ標準時（グリニッジひょうじゅんじ）、グリニッジ平均時（グリニッジへいきんじ、イギリス英語: Greenwich Mean Time, GMT）とは、グリニッジ天文台・グリニッジ子午線（経度0度）における平均太陽時（mean solar time）を指す。
かつてグリニッジ平均時は国際的な基準時刻として採用され、イギリスを含む世界各地域の標準時（standard time）もこれを基準とした。なお現在の国際的な基準時刻は概念を修正した協定世界時 (UTC) を用いている。
こうした事情からUTCとGMTが近似的に同一視される事もある。
用語“G.M.T.”および“Z”（通話表で使用する語は Zulu）は、航法や通信の分野で UTC と一般的に同義語として認められる。
また、GMT は時刻の最大精度が整数秒である法令、通信、常用その他の目的では UTC の意味で使用される。一方、GMT は天測航法及び測量における暦の独立引数としては世界時の UT1 の意味で引き続き使用される。ただし、GMT は適切な名称（UTC、UT1 または UT）で置き換えられる。

## 平均太陽時
グリニッジ平均時は伝統的に経度0度と定められているイギリスのロンドンにあるグリニッジ天文台での平均太陽時（Mean solar time）である。

## 歴史

### クロノメーターと航海暦
イギリス帝国が海運国家として発展すると、1714年に経度法が制定され海上における経度発見法が盛んに研究されるようになる。1761年、ハリソンが温度や揺れに強いクロノメーターを開発する。また、1765年にネヴィル・マスケリンがグリニッジ天文台台長に就任すると、直ちに航海用に一年間の航海暦の編纂に着手し、1766年に初めて翌年の航海暦を「海上に於ける経度発見法委員会」から刊行する。
すると、イギリス船の船員達は航海中にグリニッジ子午線からの現在の経度差を計算するために、自分達の時計をグリニッジ平均時（GMT）に合わせるようになった。ただし、船上で通常の生活用途に使われる時計には、従来通りに船上の太陽時が用いられた。この習慣と、他国の船で使われていたネヴィル・マスケリンの月距法（航海暦に掲載される天体の視位置と船上での月の観測位置から経度を求める方法）とが結び付いて、やがて GMT は海域における世界共通の経度によらない基準時刻として使われるようになった。

### 普及
1884年にワシントンD.C.で開催された国際子午線会議でグリニッジ子午線が本初子午線として採択されると、陸域でもほとんどの国の時刻帯はこのGMTを基準とし、それから数時間だけ進んだ（または遅れた）時刻を標準時として採用した。
1911年には、パリで開催された国定暦本編製に関する国際的な天文学者会議で、事情の許す限り、全ての暦にグリニッジ時を標準とするものを用いることが決議される。
1912年10月、パリに於ける万国協同報時法会議で、無線電信による報時の統一が可決され、1913年7月1日からは皆グリニッジ時（常用時）による事になる（日本は不参加）。
1918年、当時は大洋を航行する艦船においては（経度測定用のクロノメーターとは別に）日常使用する時刻を毎日正午に船の位置する（と考えられる）子午線の地方時に合わせていたが、イギリスの通商部においてこの慣習を改めて海上においても、陸上において当時の多くの国が採用している標準時と同様な時刻系を採用することの可否について関係者の詳細な意見を集めた。
1926年10月、11月に、国際天文学連合 (IAU) と国際測地学・地球物理学連合 (IUGG) の主催で万国経度観測が実施され（日本も参加）、この際に無線電信より国際報時局（BIH、現IERS）の学用報時と同じ形式でグリニッジ平均時が発信され、その時差を測定することにより経度が比較された。
こうして、19世紀から1920年代までにグリニッジ平均時は航海以外の、暦や天文学、報時、測地学などの分野でも世界共通の経度によらない基準時刻としての実績をあげていった。
なお、グリニッジ天文台からの時報は1924年2月5日に初めて開始された。

### 天文時の廃止
天文学者はクラウディオス・プトレマイオスの創始以来、1日の始まりを正午とする「天文時」（astronomical time）を使っていた。これは夜間観測中に日付けが変わる不便を避けるためであった。
しかし、1917年にイギリスにおいて航海者から、航海暦に記載されている天文時を廃止して日常使用する常用時に統一すべきとの議論が盛んになった。航海者側の苦情の理由は、天文時と常用時を併用すると計算が不必要に複雑となることや、間違いやすいことであった。この様な苦情は、第一次世界大戦中で何事も簡明早急を要することから、当局者の注意を引いた。
その結果、イギリスのフランク・ダイソン及びハーバート・ターナーがこれに関して賛否の意見を各国天文学者に求めることになった。
そして1919年に、アメリカ合衆国、イギリス及びフランスの合意により、1925年1月1日から天文日を常用日と等しく正子（真夜中）から数えることに決定し、各国の天文暦もその方針に従って編成されることになった。
1921年にこの変更に関して、変更前と同様に G.M.T.（グリニッジ平均時）と呼ばれると混同する事があり不都合であるとして、トリニティ・カレッジ教授のヘンリー・プラマーなどは正子から数える時を G.C.T.（グリニッジ常用時、Greenwich Civil Time）または G.S.T.（グリニッジ標準時、Greenwich Standard Time）と記すべきであると主張した。これに対して、グリニッジ天文台長のダイソンは、既に一般社会では G.M.T. が正子から始まる時刻として定着しており、航空省が気象電報を発するときに用いる G.M.T. も正子に始まる時刻であるし、またイギリス陸軍が24時間制を採用して以来午前と午後の代わりに呼ぶ時刻はグリニッジ平均時であるとして一蹴した。パリ天文台のギヨーム・ビゴルダンは、「天文学者が誤解のおそれがあるときは G.M.T. (Civil) と書くことができるし、一般市民が正子から始まると信じているのに天文学者が、それは正午に始まると規定したのだと力んでもしかたがない。単に衒学的だと失笑されるだけだ。G.C.T. や G.S.T. などはよくない（G.S.T. は夏時間と間違う）」などと反論していた。
その後、1922年5月にローマで開かれた第1回国際天文学連合 (IAU) の決議によって、プトレマイオス以来、千数百年間にわたって慣用されてきた天文時を1925年1月から万国一斉に廃止し、12時間繰り上げて正子に始まる常用時を天文学でも用いるようになった。
ただし、ユリウス日については、1925年以降もその始まりを正午とし続けていることに注意が必要である。

### 世界時の成立
1925年の国際天文学連合 (IAU) 第2回会議で、従来までの正午からの G.M.T.（グリニッジ平均時）と区別して、正子から始める時に別の名称をつける提案が議題となり賛否の意見が闘わされる。しかし、会議では呼称については未定で、ユリウス日 (JD) は正子から始めずに正午から始めることになった。
その後、1928年の国際天文学連合 (IAU) 第3回総会で、「用語 グリニッジ常用時（英: Greenwich Civil Time (G.C.T.)）、および世界時は正子より計るグリニッジ時を明確に示す」ことが決議された。天文学者はどちらの意味でも G.M.T. の語を使用しないことが勧告され、特にグリニッジ正午より計った時を用いることを望む場合は、グリニッジ平均天文時（英: Greenwich Mean Astronomical Time (G.M.A.T.)）とすることなる。
さらに1935年の国際天文学連合 (IAU) 第5回総会で、正子から数えるグリニッジ平均時 (G.M.T.) に、「世界時」を国際的に使用することを採択し、将来はグリニッジ常用時 (G.C.T.) という用語を使用しないことが決議された。
そして、1948年の国際天文学連合 (IAU) 第7回総会では、第4委員会（天文暦部）は、天文学者がグリニッジ正子より起算した平均太陽時を示す際に、名称「世界時」だけを使用することを勧告する。
こうして、天文学者が使用する用語はグリニッジ平均時から世界時に移行したが、一般市民は常用時としてグリニッジ平均時の語を引き続き使用する。

### 協定世界時との関係
1970年に英国ブライトンで開催された国際天文学連合 (IAU) 第14回総会において、第31委員会（時）の決議で採択された勧告6.2で、用語“G.M.T.”および“Z”は、航法や通信の分野で協定世界時 (UTC) と一般的に同義語として認められる。
1972年1月1日からは、一般市民が使用する常用時としてのグリニッジ平均時 (GMT) は協定世界時 (UTC) として定義されており、閏秒の挿入または減算による現行の調整方法が採用されている。
なお、1976年にグルノーブルで開催された国際天文学連合 (IAU) 第16回総会において、第4委員会（暦）及び第31委員会（時）の共同決議第1号で、グリニッジ平均時 (GMT) と世界時 (UT) の使用に関する明確化の望ましさを考慮し、GMT と UT は時刻の最大精度が整数秒である法令、通信、常用その他の目的では UTC の意味で使用されること、また、GMT と UT は天測航法及び測量における暦の独立引数としては世界時の UT1 の意味で引き続き使用されることを指摘した。これらを踏まえて、UT0、UT1、UT2 および UTC の区別が必要ない場合には、それらの代わりに UT が使用され得ることを認める一方で、GMT は適切な名称に置き換えられることが強調される。

## イギリスの標準時

ヨーロッパの時刻帯：青 - GMT または西ヨーロッパ時間、赤 - 中央ヨーロッパ時間、黄 - 東ヨーロッパ時間、緑 - モスクワ時間

標準時の考え方、すなわち地方全体で共通の基準時刻（基準地点の平均太陽時）を用いる仕組みは、イギリスで鉄道敷設の発展とともに、「鉄道時間」として生まれた。ロンドンの時刻であるグリニッジ平均時がこれに用いられた。
現在、イギリスの標準時は、UTCそのもの（UTC+0）を採用しているが、現在でも伝統を守ってグリニッジ平均時（Greenwich Mean Time）と呼ばれている。また西ヨーロッパ時間 （Western European Time、WET）とも呼ばれる。
Wikipediaの夏時間のページ冒頭の地図で濃い青色に塗られている国では、夏季には時間を1時間進めるサマータイムというものを行なっている。イギリスではこの時期の時間を英国夏時間（British Summer Time、BST）、アイルランドではIrish Summer Time（IST）と呼ぶ。薄い青色で塗られている国（アイスランド）では一年中 UTC/GMT/WET を用いる。